# Matéria degenerada
Denomina-se matéria degenerada, ou ainda gás degenerado, aquela na qual uma fração importante da pressão provém do princípio de exclusão de Pauli, que estabelece que dois férmions não podem ter os mesmos números quânticos.
Tal "gás" não obedece às leis clássicas segundo as quais a pressão de um gás é proporcional à sua temperatura e densidade.
Enrico Fermi e Paul Adrien Maurice Dirac provaram que, a uma densidade muito alta, a pressão aumenta rapidamente até o ponto em que ela passa a independer da temperatura do gás. Neste ponto, o gás passa a agir quase como um sólido.
Na astronomia, este gás é encontrado nas estrelas anãs brancas e é importante no tratamento tanto de estrelas residuais densas quanto das novas que as geram. É conceito importante em cosmologia e na evolução do universo no tempo, com relações com a teoria da relatividade e para o modelo "big bang" e na detecção de objetos estelares.
Dependendo das condições, a degeneração de diferentes partículas pode contribuir com a pressão de um objeto compacto, de modo que uma anã branca está sustentada pela degeneração dos elétrons, ainda que uma estrela de nêutrons não colapse devido ao efeito combinado da pressão de nêutrons degenerados e da pressão devida à ação repulsiva da interação forte entre bárions.
Estas restrições nos estados quânticos fazem com que as partículas adquiram momentos muito elevados, já que não têm outras posições do espaço de fases onde situar-se; pode-se dizer que o gás, ao não poder ocupar mais posições, se vê obrigado a estender-se no espaço de momentos com a limitação da velocidade c (velocidade da luz). Assim, ao estar tão comprimida a matéria, os estados energeticamente baixos preenchem-se em seguida, pelo que muitas partículas não têm outra possibilidade senão colocar-se em estados muito energéticos, o que envolve uma pressão adicional de origem quântica. Se a matéria está suficientemente degenerada, esta citada pressão será dominante, e muito, sobre todas as demais contribuições. Esta pressão é, além disto, independente da temperatura e unicamente dependente da densidade.
Estas características implicam tratamento termodinâmico bastante diverso e adequado às pressões e campos gravitacionais envolvidos, assim como o comportamento das reações nucleares na proximidade de tais massas.
Necessita-se de densidades para chegar aos estados de degeneração da matéria. Para a degeneração de elétrons se requer uma densidade em torno dos 106 g/cm³, para a de nêutrons necessita-se muito mais ainda, 1014 g/cm³.

## Tratamento matemático da degeneração
Para calcular o número de partículas fermiônicas em função de seu momento, se usará a distribuição de Fermi-Dirac (ver estatística de Fermi-Dirac) da seguinte maneira:

{\displaystyle n(p)dp=2\cdot {\frac {4\pi p^{2}dp}{h^{3}}}\cdot {\frac {1}{1+exp\left({\frac {E_{p}}{KT}}-\psi \right)}}}
Onde n(p) é o número de partículas com momento linear p. O coeficiente inicial 2 é a dupla degeneração de spin dos férmions. A primeira fração é o volume do espaço de fases em um diferencial de momentos dividido pelo volume de uma determinada seção no espaço. A h³ é a constante de Planck ao cubo que, como se tem dito, significa o volume dessas seções nas quais cabem até duas partículas com spins opostos. O último termo fracionário é o denominado fator de preenchimento. K é a constante de Boltzmann, T a temperatura, Ep a energia cinética de uma partícula com momento p e ψ o parâmetro de degeneração, que é dependente da densidade e da temperatura.
- O fator de preenchimento indica a probabilidade de este preencher um estado. Seu valor está compreendido entre 0 (todos vazios) e 1 (todos preenchidos).

- O parâmetro de degeneração indica o grau de degeneração das partículas. Se toma valores grandes e negativos a matéria estará em um regime de gás ideal. Se está próximo a 0 a degeneração se começa a notar. Diz-se que o material está parcialmente degenerado. Se o valor é grande e positivo o material está altamente degenerado. Isto acontece quando as densidades são elevadas ou também quando as temperaturas são baixas.

Desta equação se podem deduzir as integrais do número de partículas, a pressão que exercem e a energia que têm. Estas integrais são possíveis de serem resolvidas analiticamente quando a degeneração é completa.
{\displaystyle n=\int _{0}^{\infty }n(p)dp\qquad P={\frac {1}{3}}\int _{0}^{\infty }n(p)v_{p}pdp\qquad U=\int _{0}^{\infty }E_{p}n(p)dp}
O valor da energia das partículas dependerá da velocidade das partículas, a qual decidirá se se tem-se um gás relativista ou não. No primeiro caso se usarão as equações de Einstein e no segundo valerá a aproximação clássica. Como se pode ver, as relações energia-pressão variam significativamente, sendo maiores as pressões obtidas com a degeneração completa não relativista. É lógico, já que a matéria relativista é mais quente.
- Matéria degenerada não relativista (NR): {\displaystyle v<\!<c\qquad p=m_{e}v\qquad E_{p}={\frac {p^{2}}{2m_{e}}}\qquad U={\frac {3}{2}}P}
- Matéria degenerada extremamente relativista (ER): {\displaystyle v\simeq c\qquad p\simeq m_{e}c\qquad E_{p}\simeq pc\qquad U=3P}

As estrelas típicas com degeneração são as anãs brancas e as anãs marrons sustentadas por elétrons e as estrelas de nêutrons sustentadas por nêutrons degenerados. Considera-se que sua temperatura tende a 0, já que não possuem fonte de calor alguma. Suporemos estes corpos com um parâmetro de degeneração tendente a +infinito.

## Gases degenerados
Gases degenerados são gases compostos de férmions que têm uma configuração particular, a qual usualmente forma-se a altas densidades. Férmions são partículas subatômicas com spin fracionário (semi-inteiro ou metade de um inteiro). Seu comportamento é regulado por um conjunto de regras dentro da mecânica quântica chamadas de estatística de Fermi-Dirac. Uma regra em particular é o princípio de exclusão de Pauli, que estabelece que somente um férmion pode ocupar cada estado quântico, o qual também se aplica aos elétrons que não estão ligados a núcleos, mas meramente confinados num volume fixo, tal como no interior profundo de uma estrela. Partículas como elétrons, prótons, nêutrons e neutrinos são todos férmions e obedecem a estatística de Fermi-Dirac.
Um gás de férmions em que toda a energia situa-se abaixo de um valor crítico, denominada energia de Fermi, e está confinado é chamado um gás de férmion inteiramente degenerado. O gás de elétrons em metais e no interior de estrelas anãs brancas constituem dois exemplos de um gás de elétrons degenerado. A maior parte das estrelas são sustentadas contra sua gravidade pela pressão de gás normal. Estrelas anãs brancas são suportadas pela pressão de degeneração do gás de elétrons em seu interior. Para anãs brancas as partículas degeneradas são os elétrons, enquanto para as estrelas de nêutrons são os nêutrons.
No fim da vida de uma estrela, a gravidade exerce uma enorme pressão sobre seu núcleo, e o comprime até onde não possa mais por causa da pressão de degeneração. Entretanto, enquanto a velocidade média das moléculas aproxima-se (dentro da incerteza quântica) da velocidade da luz para compensar a gravidade, a consequente pressão de degeneração pode não ter mais ação, porque nada pode se mover mais rapidamente do que a velocidade de luz. Se a pressão de degeneração falha nisto, então os átomos desabam, são esmagados, em direção ao núcleo atômico em um gás degenerado de elétrons, e se a pressão de degeneração falha novamente, então os elétrons irão ser esmagados no núcleo com prótons vindo a se tornar nêutrons.

### Degeneração de elétrons

#### Situação nos gases ordinários
Num gás ordinário, a maior parte dos níveis de energia chamados n-esferas (unicamente certos estados discretos de energia disponíveis aos elétrons) não estão preenchidos e os elétrons estão livres para mover-se. Como a densidade de partículas é crescente num volume fixo, elétrons progressivamente preenchem os mais baixos níveis de energia e elétrons adicionais são forçados a ocupar estados de alta energia. Consequentemente, gases degenerados fortemente resistem a adicional compressão porque os elétrons não podem mover-se para níveis mais baixos de energia, os quais já estão preenchidos, devido ao princípio de exclusão de Pauli. Os elétrons degenerados são mantidos na posição porque todas as camadas de mais baixa energia estão preenchidas e então eles não podem mais se mover tão livremente como num gás normal. Mesmo que energia térmica possa ser extraída do gás, ele ainda poderá não se esfriar, desde que os elétrons não possam ceder energia por mover-se para um nível mais baixo de energia. Isto aumenta a pressão do gás de férmions denominada pressão de degeneração. Num gás degenerado a pressão média é alta o suficiente para manter o material sendo comprimido pela gravidade.

#### Situação em altas densidades
Sob altas densidades a matéria torna-se um gás degenerado quando os elétrons foram todos separados de seus átomos originais. O núcleo de uma estrela onde a queima de hidrogênio nas reações de fusão nuclear parou, transforma-se numa mistura de íons positivamente carregados, principalmente núcleos de hélio e carbono, flutuando num mar de elétrons que foram afastados de seus núcleos. Gás degenerado é um quase perfeito condutor de calor e não obedece as leis dos gases ordinários. Anãs brancas são luminosas não porque elas estejam gerando qualquer energia, mas principalmente porque elas retêm uma grande quantidade de calor. Gás normal exerce mais altas pressões quando é aquecido e se expande, mas a pressão num gás degenerado não depende da temperatura. Quando o gás torna-se super-comprimido, as partículas posicionam-se umas contra as outras produzindo gás degenerado que se comporta mais como um sólido. Em gases degenerados as energias cinéticas dos elétrons são sempre altas e a taxa de colisão entre elétrons e outras partículas é sempre baixa, consequentemente elétrons degenerados podem viajar grandes distâncias em velocidades que se aproximam da velocidade da luz. Em vez de temperatura, a pressão em um gás degenerado depende somente da velocidade das partículas degeneradas; entretanto, calor adicional não faz aumentar a velocidade. Pressão é somente aumentada pela massa de partículas que aumentam a força gravitacional empurrando as partículas para ainda maior proximidade.  Logo, o fenômeno é oposto ao que normalmente é encontrado na matéria, onde, se a massa de matéria é aumentada, o objeto torna-se maior. Em gás degenerado, quando a matéria é aumentada, a pressão é aumentada e as partículas tornam o espaço mais restrito, então o objeto torna-se menor. Gás degenerado pode ser comprimido a densidades muito altas, cujos valores típicos estão na escala de 107 gramas por centímetro cúbico.

#### O limite de Chandrasekhar
Há um limite superior para a massa de um objeto elétron-degenerado, o limite de Chandrasekhar, além do qual a pressão de degeneração dos elétrons não pode suportar o objeto contra o colapso. O limite é aproximadamente 1,44 massas solares para objetos com composições similares ao Sol. O limite específico desta massa muda com a composição química do objeto, como isto afeta o raio da massa do número de elétrons presentes. Objetos celestes abaixo deste limite são estrelas anãs brancas, formadas pelo colapso dos núcleos de estrelas nas quais acabou o combustível. Durante o colapso, um gás degenerado de elétrons forma-se no núcleo, provendo suficiente pressão degenerativa que é comprimida até resistir ao adicional colapso. Acima deste limite de massa, uma estrela de nêutrons (suportada pela pressão da degeneração de nêutrons) ou um buraco negro pode vir a se formar.

### Degeneração de prótons
Matéria suficientemente densa contendo prótons experimenta pressão de degeneração de prótons, de maneira similar a pressão de degeneração de elétrons e matéria elétron-degenerada: prótons confinados a volume suficientemente pequeno têm um máximo momento dado pelo princípio de incerteza de Heisenberg. Por causa dos prótons serem muito mais massivos que elétrons, o mesmo momento mínimo representa uma muito menor velocidade para prótons que para elétrons. Como resultado, na matéria com aproximadamente igual número de prótons e elétrons, a pressão de degeneração de prótons é muito menor que a pressão de degeneração de elétrons, e a degeneração de prótons é usualmente modelada como uma correção das equações de estado da matéria elétron-degenerada.

### Degeneração de nêutrons

Estrutura de uma estrela de Nêutrons

#### As estrelas de nêutrons
Degeneração de nêutrons é análoga à degeneração de elétrons e é observada nas estrelas de nêutrons, as quais são suportadas pela pressão de um gás degenerado de nêutrons. Isto acontece quando um núcleo estelar acima de 1,44 massas solares (o limite de Chandrasekhar) colapsa e não é detido pelos elétrons degenerados. Como a estrela colapsa, a energia de Fermi dos elétrons aumenta ao ponto onde é energeticamente favorável para eles combinarem-se com prótons para produzir nêutrons (via decaimento beta-inverso, também denominado "neutralização" e captura de elétrons). O resultado deste colapso é uma estrela extremamente compacta composta de matéria nuclear, a qual é predominantemente um gás degenerado de nêutrons, algumas vezes chamado de neutrônio, com uma pequena mistura adicional de gases degenerados de prótons e elétrons.

#### Comparação com o gás degenerado de elétrons
Nêutrons num gás degenerado de nêutrons são distribuídos no espaço muito mais compactamente que elétrons num gás degenerado de elétrons, porque o mais massivo nêutron tem um comprimento de onda muito mais curto a uma dada energia. No caso de estrelas de nêutrons e anãs brancas, isto se combina ao fato de que as pressões no interior das estrelas de nêutrons são muito mais altas que aquelas nas anãs brancas. A pressão crescente é causada pelo fato de que a compactação de estrelas de nêutrons causa forças gravitacionais que são muito mais altas que em um corpo menos compacto com massa similar, resultando em uma estrela da ordem de milhares de vezes menor que uma anã branca.

#### O limite de Tolman-Oppenheimer-Volkoff
Há um limite superior para a massa de um objeto nêutron-degenerado, o limite de Tolman-Oppenheimer-Volkoff, o qual é análogo ao limite de Chandrasekhar para objetos elétron-degenerados. O limite preciso é desconhecido, como depende das equações de estado da matéria nuclear, para as quais um modelo altamente preciso não está ainda disponível. Acima deste limite, uma estrela de nêutron pode colapsar em um buraco negro ou em outras densas formas de matéria degenerada (como a matéria quark) se estas formas existem e têm adequadas propriedades (normalmente relacionadas ao grau de compressibilidade, ou "rigidez", descrita pelas equações de estado).

### Degeneração de quarks
Em densidades maiores que aquelas suportadas pela degeneração de nêutrons, espera-se que ocorra matéria quark. Algumas variações desta têm sido propostas como representantes dos estados de degeneração de quarks. Matéria estranha é um gás degenerado de quarks que é frequentemente afirmada como contendo quarks estranhos em adição aos usuais quarks up e down. Materiais "supercondutores coloridos" são gases de quarks nos quais pares de quarks organizam-se de uma maneira similar a um par de Cooper em supercondutores elétricos. As equações de estado para as várias formas propostas de matéria quark-degenerada variam grandemente, e são usualmente também pobremente definidas, devido à dificuldade em modelar as interações da força forte.
A matéria quark-degenerada deve ocorrer nos núcleos de estrelas de nêutrons, dependendo das equações de estado da matéria nêutron-degenerada. Ela deve também ocorrer em hipotéticas estrelas de quarks, formadas pelo colapso de objetos acima do limite de massa Tolman-Oppenheimer-Volkoff para objetos nêutron-degenerados. Se matéria quark-degenerada formada em todas estas situações depende das equações de estado tanto de matéria nêutron-degenerada quanto de quark-degenerada, ambas as quais são pobremente conhecidas.

## Tipos especulativos de matéria degenerada

### Degeneração de préons
Os préons são partículas subatômicas propostas como sendo constituintes dos quarks, as quais vêm a ser partículas compostas em modelos baseados em préons. Se préons existem, matéria préon-degenerada deve ocorrer em densidades maiores que aquelas que são suportadas por matéria degenerada de quarks. As propriedades da matéria degenerada de préons dependem muito fortemente do modelo escolhido para descrever préons, e a existência de préons não é aceita pela maioria da comunidade científica, devido a conflitos entre os modelos de préons originalmente propostos e dados experimentais de aceleradores de partículas.
Estuda-se, igualmente, a pionização de matéria degenerada.

### Noções simplificadas
- degenerate matter - www.daviddarling.info (em inglês)
- electron degenerate matter - www.daviddarling.info (em inglês)
- Stellar Remnants - Degenerate matter - www.astronomynotes.com (em inglês)
- What is Degenerate Matter? - www.wisegeek.com (em inglês)

### Tratamentos mais formais
- INTERIORES ESTELARES - Equação de Estado de Matéria Degenerada - www.astro.iag.usp.br Apresentação sobre o tema, relacionando-o com os processos estelares.
- Detailed mathematical explanation of degenerate gases - ircamera.as.arizona.edu (em inglês)
- PHYS 390 Lecture 28 - Degenerate matter; 28 - 1; Lecture 28 - Degenerate matter - www.sfu.ca (em inglês)